# Antara

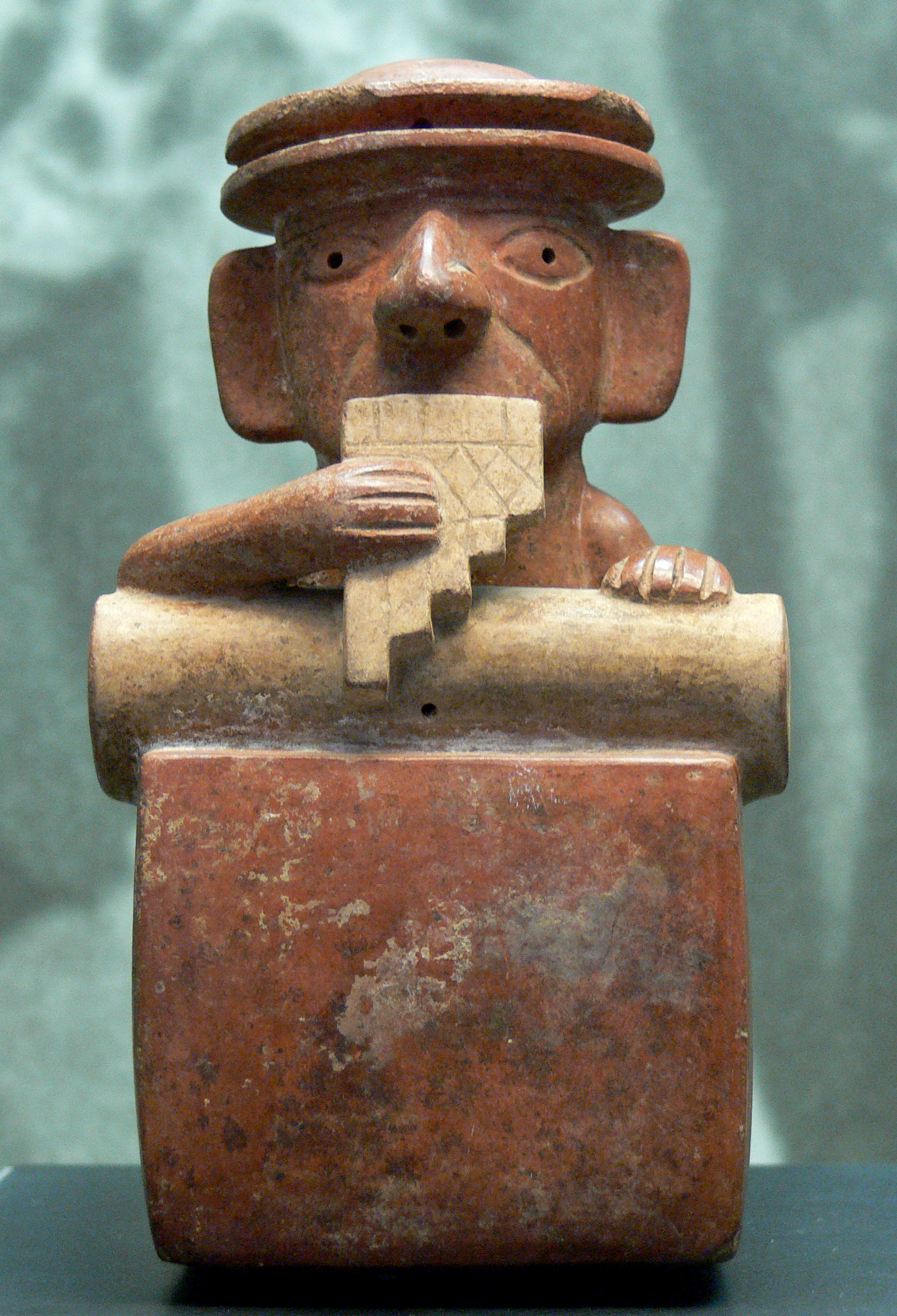
L'antara en l'art peruà.

L'antara (en llengua quítxua) o andarita (en llengua castellana) és el mot utilitzat pels quítxues del Perú per a anomenar un instrument similar al siku o flauta de pan. L'antara és feta amb senill, talment com una "zampoña" petita o un "rondador" equatorià, però que se’n diferencia pel fet que està constituïda per una sola filera de canyes —en un nombre menor— disposades en escala, adequadament afinades i fixades entre elles amb fil. Es coneix al Perú des dels inicis de l'era cristiana.

## Cultures precolombines
És un important instrument musical precolombí de les cultures paracas i nazca, amb una antiguitat de 2.500 anys o més. En els vestigis de la cultura nazca, es troben antares de ceràmica cromàtiques. Els exemplars distribuïts per molts museus del Perú i del món mostren el gran acabat que aconseguien els nazques, no solament en la ceràmica sinó també en les escales musicals. Les antares de Nazca tenen 8, 9, 10 o 11 notes diferents. Podem assenyalar els nazques com els més músics més avançats de tota Amèrica en el seu temps.
S'han dut a terme diverses recerques sobre aquest tema, que han fet importants musicòlegs estrangers i peruans com: Charles Mead (1924), Raoul i Marguerite d'Harcourt (1925), Carlos Vega (1932), Mariano Béjar Pacheco (1935), Andrés Sas Orchassal (1938-1939), Robert Murrell Stevenson (1959), Alberto Rossel Castro (1960), César Bolaños (1980-1988), Américo València Chacón (1982), Miguel Oblitas Bustamante (1984-2009), Arturo Ruiz del Pou (1992), Giuseppe Orefici (1999), Anna Gruczinska (2001), Milano Trejo i Carlos Mansilla (2006).